# تاکاکو فوجی
تاکاکو فوجی (انگلیسی: Takako Fuji؛ زادهٔ ۲۷ ژوئیهٔ ۱۹۷۲) یک هنرپیشه اهل فرانسه است.